# Бжедухівська
Бжедухівська — станиця в Бєлорєченському районі Краснодарського краю. Центр Бжедухівського сільського поселення.
Станиця розташована на правому березі річки Пшиш, у 18-ти км північно-західніше міста Бєлорєченськ, де знаходиться найближча залізнична станція.

## Історія
Станиця заснована у 60-ті роки XIX сторіччя. Названа по адигейцям-бжудухам, які мешкали у цих місцях до Кавказької війни. Входила в Майкопський відділ Кубанської області.